# Echoma
Echoma es un género de escarabajos  de la familia Chrysomelidae. En 1837 Chevrolat describió el género. Contiene las siguientes especies:
- Echoma anaglyptoides Borowiec, 1998
- Echoma clypeata (Panzer, 1798)
- Echoma weyenberghi (Dohrn, 1878)